# KBC Zagreb
Klinički bolnički centar Zagreb je najveća bolnička ustanova u Republici Hrvatskoj i ujedno najveća baza kliničke nastave Medicinskoga fakulteta Sveučilišta u Zagrebu. Bolnica je osnovana 1942. godine. U sklopu Kliničkog bolničkog centra Zagreb djeluju 30 klinika i kliničkih zavoda, banka krvi iz pupkovine, Centar očne banke, Centar za bolesti srca i krvnih žila i bolnička ljekarna. Prostori su smješteni na pet lokacija u gradu Zagrebu, najveći broj na Rebru, zatim na Šalati te u Petrovoj, Božidarevićevoj i Gundulićevoj ulici. 

## Povijest
Od osnutka bolnice 1942. godine (Rebro) do danas uporno je praćen razvoj u svim područjima medicine. U Klinici za pedijatriju 1950. godine obavljena je prva kateterizacija dječjeg srca u ovom dijelu Europe. KBC je 1976. godine dobio prvi CT-uređaj u središnjoj Europi. Godine 1983. uspješno je obavljena prva transplantacija koštane srži. Iste je godine obavljena prva in vitro fertilizacija što je pionirski zahvat takve vrste na svjetskoj razini. KBC Zagreb je sedma bolnička ustanova u svijetu u kojoj je uspješno učinjen taj zahvat. 
U KBC-u Zagreb 1988. godine napravljena je prva transplantacija srca u ovom dijelu Europe.
Godine 1990. obavljena je prva transplantacija jetre, a jedanaest godina poslije obavljena je i prva transplantacija jetre sa živoga donora. U posljednjih nekoliko godina uveden je cijeli niz novih dijagnostičkih i terapijskih zahvata koji su se po prvi puta u Hrvatskoj primijenili upravo u KBC Zagreb koji pionirski djeluje u razvoju medicine u Hrvatskoj. 
U sklopu Kliničkog bolničkog centra Zagreb djeluju 30 klinika i kliničkih zavoda, banka krvi iz pupkovine, Centar očna banka, Centar za bolesti srca i krvnih žila i bolnička ljekarna. Navedena radilišta su smještena na pet lokacija u gradu Zagrebu. U KBC Zagreb ima 4 712 zaposlenih djelatnika od toga 3 522 zdravstvena djelatnika. Za bolesnike brine 2 560 medicinskih sestara, zdravstvenih tehničara i pomoćnih djelatnika te 962 liječnika i stomatologa. KBC Zagreb aktivno surađuje s vrhunskim svjetskim bolničkim ustanovama. Od 2001. godine uspostavljena je suradnja sa Sveučilištem Harvard iz SAD-a. KBC Zagreb blisko surađuje s bolnicom Grosshadern i Innensadt iz Münchena, najvećom bolnicom u Bavarskoj te je partner s Kliničkom bolnicom Mostar i Univerzitetskim kliničkim centrom Kosova.
Dana 23. svibnja 2019. u Nacionalnom centru za robotsku kirurgiju Kliničkog bolničkog centra Zagreb predstavljen je najnoviji robotski sustav, a koji je prije predstavljanja radio već dva tjedna. Sustav je stigao nakon deset godina intenzivnog lobiranja hrvatskih kirurga da se robotika konačno počne uvoditi i u hrvatske operacijske dvorane. Rad robotskog sustava zasnovan je na laparoskopskoj kirurgiji, pruža veću preciznost i bolju vizualizaciju u malom operativnom polju, čega je ishod kraći operacijski zahvat, manji broj komplikacija i manja potrošnja krvnih pripravaka tijekom operacije te za pacijenta brži i lakši oporavak te kraći boravak u bolnici. Prvo je uveden sustav za urološke operacije, a planira se uvesti robotiku i u ostale kirurške struke, da bi se približili svjetskom standardu, gdje se operiraju karcinomi prostate, tumori u trbušnoj šupljini i prsnom košu, te rade brojni ginekološki zahvati. Ministarstvo zdravstva planira uskoro proširiti robotske tehnologije u što više hrvatskih bolnica. Namjerava ga sprovesti kroz Nacionalni centar za robotiku, već u osnivanju, kojemu će sjedište biti u KBC-u Zagreb. U početku će se rad Centra temeljiti na intenzivnoj suradnji KBC-a Zagreb, Kliničke bolnice Dubrava i Fakulteta strojarstva i brodogradnje Sveučilišta u Zagrebu.

## Klinike i Zavodi
- Lokacija: Kišpatićeva (Rebro)
  - Klinika za unutarnje bolesti
  - Klinika za kirurgiju
  - Klinika za kardijalnu kirurgiju
  - Klinika za torakalnu kirurgiju Jordanovac
  - Klinika za bolesti srca i krvnih žila
  - Klinika za pulmologiju Jordanovac
  - Klinika za pedijatriju Rebro
  - Klinika za neurologiju
  - Klinika za urologiju
  - Klinika za neurokirurgiju
  - Klinika za očne bolesti
  - Klinika za psihijatriju
  - Klinika za psihološku medicinu
  - Klinika za onkologiju
  - Klinika za reumatske bolesti i rehabilitaciju
  - Klinika za anesteziologiju, reanimatologiju i intenzivno liječenje
  - Klinički zavod za nuklearnu medicinu i zaštitu od zračenja
  - Klinički zavod za dijagnostičku i intervencijsku radiologiju
  - Klinički zavod za laboratorijsku dijagnostiku
  - Zavod za transfuzijsku medicinu i staničnu terapiju
  - Klinički zavod za patologiju
  - Klinički zavod za kliničku i molekularnu mikrobiologiju
  - Zavod za hitnu medicinu
  - Zavod za dijalizu
  - Zavod za patofiziologiju i znanstveno istraživanje
  - Klinika za bolesti uha, nosa i grla i kirurgiju glave i vrata
  - Ljekarna Rebro
  - Banka krvi iz pupkovine
  - Centar očna banka
  - Centar za bolesti srca i krvnih žila

- Lokacija: Šalata
  - Klinika za kožne i spolne bolesti
  - Klinika za ortopediju

- Lokacija: Petrova 
  - Klinika za ženske bolesti i porode

- Lokacija: Božidarevićeva
  - Klinički zavod za rehabilitaciju i ortopedska pomagala

- Lokacija: Gundulićeva
  - Klinika za stomatologiju

## Vanjske poveznice
- Stranice KBC-a Zagreb